# コアテペク (ベラクルス州)
コアテペク（Coatepec）は、メキシコのベラクルス州にある自治体。メキシコにおける代表的なコーヒー産地である。1808年、キューバからコーヒーの木が持ち込まれ栽培が開始された。1800年代末にはメキシコの代表的な輸出品の一つとなった。プエブロ・マヒコ選出。

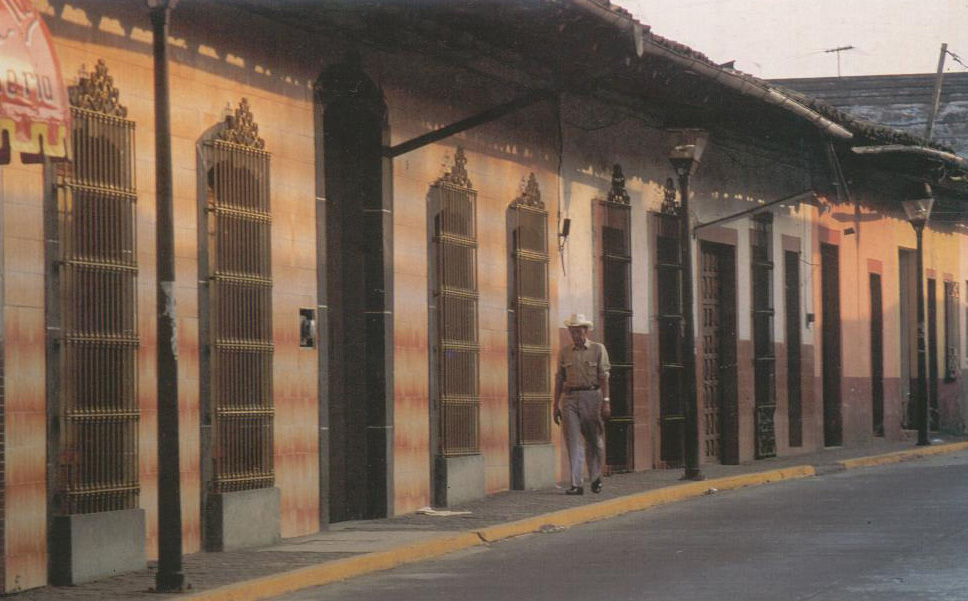